# Грибович-Брежинський Степан Григорович
Степан Григорович Грибо́вич-Брежинський (справжнє прізвище — Грибович; нар. близько 1767, Березна — пом. серпень 1849, Санкт-Петербург) — український співак, композитор і музичний педагог.

## Біографія
Народився близько 1767 року в містечку Березні (нині селище міського типу Чернігівського району Чернігівської області, Україна) у родині священика Вознесенської церкви.
24 грудня 1775 року, у числі 13 інших малолітніх півчих, за представленням Марка Полторацького, зарахований до штату Придворної співацької капели у Санкт-Петербурзі, де співав до 1796 року. Був учнем Джузеппе Сарті і Дмитра Бортнянського.
У 1796—1826 — учитель співу Придворної капели, помічник її керівника, Дмитра Бортнянського у навчально-виховному процесі. У 1826 році, з нагоди свого 50-річного ювілею, був нагороджений найпочеснішим для капелян подарунком — «Діамантовим перснем». У 1830 році завершив розпочатий Дмитром Бортнянським цикл «Круг простого церковного пения, издревлеупотребляемого при высочайшем дворе». Із 1826 року співпрацював із Олексієм Львовим, а в 1833 році допомагав йому в створенні російського гімну «Боже, царя храни». Помер у Санкт-Петербурзі у серпні 1849 року.